# Збіґнєв Ромашевський
Збіґнєв Ян Ромашевський (пол. Zbigniew Jan Romaszewski; *2 січня 1940, Варшава — †13 лютого 2014, Варшава) — польський політик, дисидент та правозахисник, фізик за фахом.

## Життєпис
У 1944 р. після Варшавського повстання мати з маленьким Збіґнєвом була відправлена в концтабір Гросс-Розен, батько помер у концтаборі.
У 1964 р. закінчив фізичний факультет Варшавського університету, працював в інституті фізики Польської академії наук, у 1980 отримав ступінь доктора наук.
У 1977 р. після протестів робітників проти підвищення цін й наставших за ними репресій Ромашевський став одним із засновників Комітету захисту робітників (KOR). У 1979 р. він приїжджав до Москви для зустрічі з А. Д. Сахаровим, спільно з яким виступив із заявами на захист заарештованих, а також зробив спробу підготувати спільний з Сахаровим виступ про Катинський розстріл.
У 1980 р. Ромашевський заснував Польський ґельсінський комітет, в 1980-81 роках був головою Комісії інтервенції та дотримання законності «Солідарності».
Після введення воєнного стану в грудні 1981 р. організував підпільне «Радіо Солідарність». У 1982 р. він був заарештований та перебував в ув'язненні до 1984.
У 1988 р. взяв участь в організації міжнародної конференції з прав людини в Новій Гуті. У 1991 р. взяв участь у міжнародній правозахисній конференції в Ленінграді.
У 1989 р. був обраний до Сенату та потім неодноразово переобирався, востаннє в 2007 р. за списком партії «Право та справедливість». В 2007–2011 рр. був віце-маршалом Сенату.
Учасник першого Форуму Євромайданів у Харкові в січні 2014 року. 
11 лютого 2014 року більше 200 євромайданівців молилися та бажали швидкого одужання Збігневу Ромашевському. 
Помер 13 лютого 2014.